# Domagoj Pavlović
Domagoj Pavlović (* 21. März 1993 in Ivanić-Grad, Kroatien) ist ein kroatischer Handballspieler. Der 1,89 m große Rückraumspieler spielt für die Kroatische Nationalmannschaft und lief zuletzt für den deutschen Bundesligisten MT Melsungen auf.

## Karriere

### Verein
Domagoj Pavlović spielte in seiner Heimat für den Rekordmeister RK Zagreb. Ab 2014 gehörte er zur ersten Mannschaft, mit der er mehrfach Meister und Pokalsieger wurde. In der EHF Champions League konnte er internationale Erfahrung sammeln. 2018 unterzeichnete der Spielmacher einen Vier-Jahres-Vertrag beim deutschen Bundesligisten MT Melsungen. Im DHB-Pokal-Spiel beim THW Kiel im November 2018 zog er sich bereits nach 31 Sekunden bei einem Zusammenprall mit seinem Kieler Landsmann Domagoj Duvnjak eine Außenknöchelfraktur mit Syndesmosebandriss zu und wurde noch in Kiel operiert. In der abgebrochenen Saison 2019/20 nahm der Rückraumspieler am EHF-Pokal teil. Nach der Saison 2023/24 verließ er Melsungen.

### Nationalmannschaft
Domagoj Pavlović stand im Aufgebot der Kroatischen Nationalmannschaft vor der Europameisterschaft 2016, musste aber letztlich verletzungsbedingt absagen. Er stand auch im erweiterten Kader für die Weltmeisterschaft 2021. Pavlović bestritt bisher 14 Länderspiele, in denen er zehn Tore erzielte.

## Erfolge
- mit RK Zagreb
  - Kroatischer Meister 2015, 2016, 2017, 2018
  - Kroatischer Pokalsieger 2015, 2016, 2017, 2018